# Robert Urquhart (General)

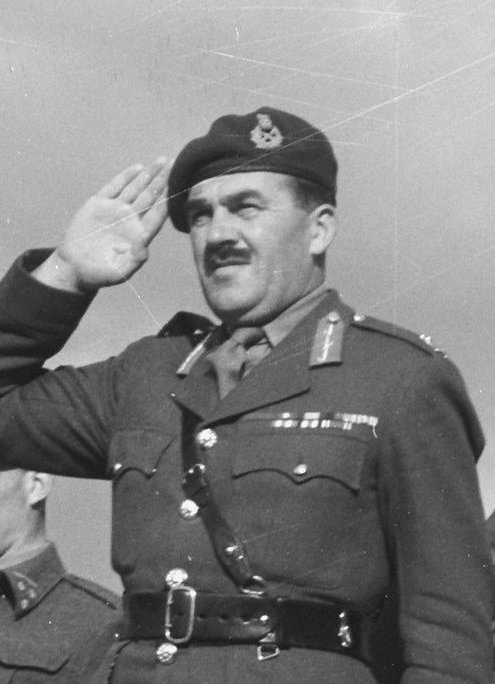
Urquhart (1945)

Robert Elliott „Roy“ Urquhart, CB, DSO (* 28. November 1901 in Shepperton, Middlesex; † 13. Dezember 1988 in Menteith, Perthshire) war ein britischer General. Bekannt wurde Urquhart vor allem als Kommandeur der britischen 1st Airborne Division während der Operation Market Garden, für seine Leistungen während dieser Operation erhielt er unter anderem den niederländischen Bronzenen Löwen verliehen.

## Leben

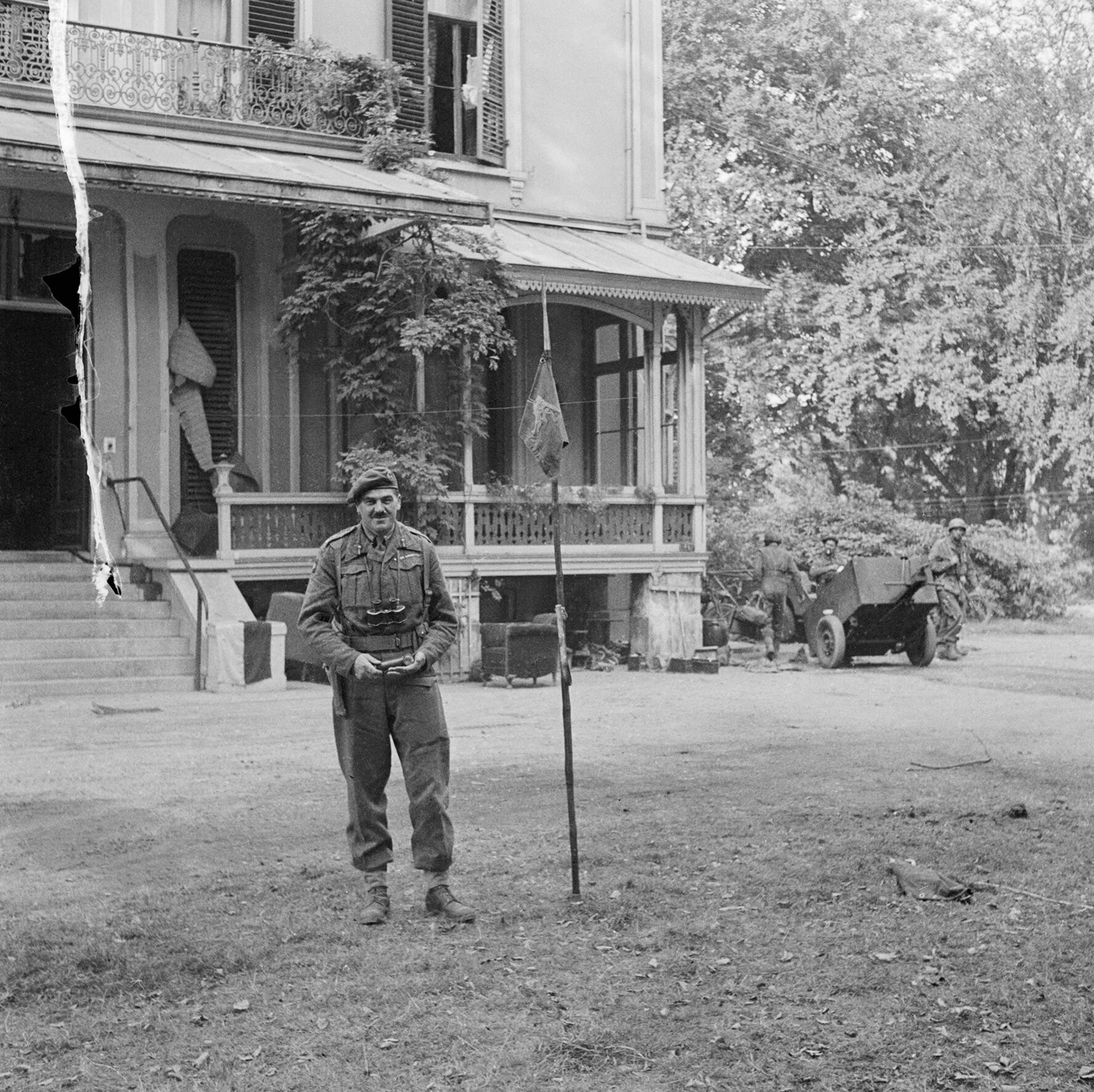
Urquhart vor dem britischen Hauptquartier während der Operation Market Garden

Urquhart wurde in St. Pauls und der Königlichen Militärakademie Sandhurst ausgebildet und anschließend der Highland Light Infantry zugeteilt. Mit seinem Regiment blieb er bis 1940 in Indien stationiert. 1941 bis 1943 kommandierte er das 2nd Battalion the Duke of Cornwall’s Light Infantry der 51st (Highland) Division, die in Nordafrika stationiert war. Er fungierte auch als deren Stabschef. Nach der Beförderung zum Brigadier kommandierte er die 231. Brigade der Division.
Urquhart war Brigadier General Staff (entspricht in etwa einem Chef des Stabes) im XII Korps der britischen Streitkräfte, bis ihm 1944 das Kommando der 1st Airborne Division übertragen wurde. Der vorherige Kommandeur der Division, Generalmajor George F. Hopkinson, war 1943 bei der Operation Slapstick in Italien gefallen, dessen Nachfolger Brigadier Ernest „Eric“ Down führte die 1st Airborne Division übergangsweise und übernahm 1944 das Kommando über die 9th Indian Airborne Division.
Ironischerweise neigte Urquhart zu Luftkrankheit und hatte aus diesem Grund nie ein Kommando über eine Luftlandeeinheit übernommen. Sein erster Kampfsprung führte ihn in die Schlacht um Arnheim im Rahmen der Operation Market Garden. Nachdem die 1st Airborne Division in der Schlacht um Arnheim drei Viertel ihrer Soldaten verloren hatte, wurde sie im Zweiten Weltkrieg nicht mehr eingesetzt. Urquhart, der noch in vielen Stäben tätig war, schied 1955 aus dem aktiven Dienst aus.

## Sonstiges
In dem Film Die Brücke von Arnheim wurde Urquhart von Sean Connery gespielt.